# Prêmio Guarani de Cinema Brasileiro 2018
O Prêmio Guarani de Cinema Brasileiro de 2018 foi a vigésima terceira edição do Prêmio Guarani, organizada pela Academia Guarani de Cinema. Em 2017, 149 filmes brasileiros foram lançados comercialmente e estavam aptos a concorrer ao prêmio, registrando um aumento na produção audiovisual nacional. Os cinco finalistas de cada categoria foram selecionados pelos 30 membros, críticos de cinema de todo o país, da Academia Guarani de Cinema e depois submetidos ao voto de 114 críticos e jornalistas. A divulgação dos indicados foi feita em parceria com o site Papo de Cinema a partir de 6 de abril de 2018.
A homenagem desta edição foi para o ator Antônio Pitanga, que recebeu o Guarani Honorário.

## Resumo
A vigésima terceira cerimônia do Prêmio Guarani de Cinema Brasileiro registrou um recorde de produções indicadas em suas categorias. Ao todo, 30 longas-metragens foram finalistas ao prêmio, número superior ao recorde anterior de 29 produções indicadas em 2016. Isso registra que o rumo do cenário da produção audiovisual brasileiro tem apresentado perspectivas melhores e maior desenvolvimento.
O campeão de indicações da edição foi Bingo: O Rei das Manhãs, filme selecionado para representar o Brasil na seleção de melhor filme estrangeiro do Óscar, somando 15 indicações. O segundo lugar no ranking de indicações foi ocupado por Como Nossos Pais, que recebeu 9 indicações. As Duas Irenes e Corpo Elétrico dividem a terceira colocação, ambos com 7 indicações.

## Vencedores e indicados
Os nomeados para a 23ª edição foram anunciados na página oficial do Papo de Cinema em 5 de maio de 2018. Os vencedores estão em negrito.
| Melhor Filme | Melhor Direção |
| --- | --- |
| - Como Nossos Pais – Caio Gullane, Debora Ivanov, Fabiano Gullane, Lais Bodanzky e Luiz Bolognesi - As Duas Irenes – Diana Almeida - Bingo: O Rei da Manhãs – Caio Gullane, Debora Ivanov e Fabiano Gullane - Corpo Elétrico – Marcelo Caetano e Roberto Tibiriçá - No Intenso Agora – Maria Carlota Bruno                                                   | - Eliane Caffé – Era o Hotel Cambridge - Daniel Rezende – Bingo: O Rei da Manhãs - Fábio Meira – As Duas Irenes - João Moreira Salles – No Intenso Agora - Laís Bodanzky – Como Nossos Pais |
| Melhor Atriz | Melhor Ator |
| - Maria Ribeiro – Como Nossos Pais como Rosa Fabri Vasconcellos - Karine Teles – Fala Comigo como Ângela - Leandra Leal – Bingo: O Rei da Manhãs como Lúcia - Leandra Leal – Éden como Karine - Marjorie Estiano – Entre Irmãs como Emília dos Santos Duarte Coelho                                                                                          | - Vladimir Brichta – Bingo: O Rei da Manhãs como Augusto Mendes (Bingo) - Irandhir Santos – Redemoinho como Luzimar - João Pedro Zappa – Gabriel e a Montanha como Gabriel Buchmann - Júlio Machado – Joaquim como Joaquim José da Silva Xavier - Nelson Xavier – Comeback: Um Matador Nunca se Aposenta como Amador |
| Melhor Atriz Coadjuvante | Melhor Ator Coadjuvante |
| - Clarisse Abujamra – Como Nossos Pais como Clarice Fabri - Ana Lúcia Torre – Bingo: O Rei da Manhãs como Marta Mendes - Caroline Abras – Gabriel e a Montanha como Cristina - Cássia Kis – Redemoinho como Marta - Suely Franco – Era o Hotel Cambridge como Gilda                                                                                          | - Marco Ricca – As Duas Irenes como Tonica - Júlio Andrade – Redemoinho como Gildo - Jorge Mautner – Como Nossos Pais como Rubens - José Dumont– Era o Hotel Cambridge como Apolo - Marat Descartes – Mulher do Pai como Ruben |
| Melhor Roteiro Original | Melhor Roteiro Adaptado |
| - As Duas Irenes – Fábio Meira - Comeback: Um Matador Nunca se Aposenta – Erico Rassi - Como Nossos Pais – Laís Bodanzky e Luiz Bolognesi - Corpo Elétrico – Gabriel Domingues, Hilton Lacerda e Marcelo Caetano - Era o Hotel Cambridge – Eliane Caffé, Inês Figueiró eLuis Alberto de Abreu                                                                | - Bingo: O Rei da Manhãs – Luiz Bolognesi e Fábio Meira, baseado no artigo “O Palhaço de Deus”, de Raquel Freire, publicado na Revista Piauí - Entre Irmãs – Patricia Andrade, baseado no romance “A Costureira e o Cangaceiro”, de Frances de Pontes Peebles - O Filme da Minha Vida – Marcelo Vindicatto, e Selton Mello, baseado no romance “Um Pai de Cinema”, de Antonio Skarmeta - Redemoinho – George Moura, baseado no romance “Inferno Provisório: O Mundo Inimigo Vol. II”, de Luiz Ruffato - Vermelho Russo – Charly Braun e Martha Nowill, baseado nos diários de Martha Nowill, publicados na Revista Piauí |
| Melhor Documentário | Melhor Curta-Metragem |
| - Martírio – Olívia Sabino - Cidades Fantasmas – Nora Goulart - Divinas Divas – Natara Ney - Jonas e o Circo sem Lona – Marcos Bautista - No Intenso Agora – Maria Carlota Bruno | - Inconfissões - Catadora de Gente - Copacabana-Auschwitz - Maré - NoirBlue |
| Melhor Revelação do Ano | Melhor Animação |
| - Isabél Zuaa – Joaquim como Preta - Isabela Torres – As Duas Irenes como Irene de Neuza - Kelner Macêdo – Corpo Elétrico como Elias - Maria Galant – Mulher do Pai como Ana Luíza (Nalu) - Priscila Bittencourt – As Duas Irenes como Irene de Mirinha | - Historietas Assombradas: O Filme – Mayra Lucas e Paulo Boccato - História Antes de uma História – Maurício Squiarisi - Lino: Uma Aventura de Sete Vidas – Rafael Ribas |
| Melhor Direção de Fotografia | Melhor Direção de Arte |
| - O Filme da Minha Vida – Walter Carvalho - Bingo: O Rei da Manhãs – Lula Carvalho - Corpo Elétrico – Andrea Capella - Joaquim – Pierre de Kerchove - Vazante – Inti Briontes | - Bingo: O Rei da Manhãs – Cassio Amarante - Joaquim – Marcos Pedroso - Malasartes e o Duelo com a Morte – Tulé Peake - O Filme da Minha Vida – Claudio Amaral Peixoto - Vazante – Valdy Lopes |
| Melhor Figurino | Melhor Maquiagem |
| - Joaquim – Rô Nascimento - Bingo: O Rei da Manhãs – Verônica Julian - Entre Irmãs – Ana Avelar - O Filme da Minha Vida – Kika Lopes - Vazante – Cássio Brasil | - Bingo: O Rei da Manhãs – Anna Van Steen - Deserto – Marlene Moura - Joaquim – Anna Van Steen e Evelyn Barbieri - Malasartes e o Duelo com a Morte – Anna Van Steen - O Filme da Minha Vida – Marlene Moura e Uirandê Holanda |
| Melhor Montagem | Melhor Efeito Visual |
| - No Intenso Agora – Eduardo Escorel e Lais Lifschitz - Bingo: O Rei da Manhãs – Marcio Hashimoto - Como Nossos Pais – Rodrigo Menecucci - Corpo Elétrico – Frederico Benevides, - Era o Hotel Cambridge– Marcio Hashimoto | - Malasartes e o Duelo com a Morte – Ricardo Bardal - Bingo: O Rei da Manhãs – Hugo Gurgel - Clarisse ou Alguma Coisa Sobre Nós Dois – Jorge Uchoa e Marcio Ramos - O Rastro – Omar Colocci - Soundtrack – Sergio Farjalla Jr |
| Melhor Som | Melhor Trilha Sonora |
| - Rifle – Marcos Lopes e Tiago Bello - Bingo: O Rei da Manhãs – Jorge Rezende, Alessandro Laroca, Eduardo Virmond Lima e Armando Torres Jr - Comeback: Um Matador Nunca se Aposenta – Gustavo Garbato - Era o Hotel Cambridge – Camila Máriga, Miriam Biderman, Patricia Milanesi, Vitor Moraes - Soundtrack – Martin Scaglia, Simone Petrillo, Yan Saldanha | - O Filme da Minha Vida – Plínio Profeta - Bingo: O Rei da Manhãs – Beto Villares - Como Nossos Pais – Antonio Pinto - Corpo Elétrico – Marcelo Caetano e Ricardo Vincenzo - No Intenso Agora – Rodrigo Leão |
| Melhor Elenco | Melhor Filme Estrangeiro |
| - Como Nossos Pais – Alessandra Tosi - As Duas Irenes – Carolina Sganzerla - Bingo: O Rei das Manhãs – Luciano Baldan - Corpo Elétrico – Marcelo Caetano - Redemoinho – Chico Acciolly | - As Faces de Toni Erdmann – Maren Ade - A Criada – Park Chan-Wook - O Apartamento – Asghar Farhadi - O Ornitólogo – Diogo Varela Silva, João Figueiras - Uma Mulher Fantástica – Sebastián Lelio |

## Estatísticas

### Filmes com mais indicações
| Nomeações | Filme                                  |
| --------- | -------------------------------------- |
| 15        | Bingo: O Rei das Manhãs                |
| 9         | Como Nossos Pais                       |
| 7         | As Duas Irenes                         |
| 7         | Corpo Elétrico                         |
| 6         | Era o Hotel Cambridge                  |
| 6         | Joaquim                                |
| 6         | O Filme da Minha Vida                  |
| 5         | No Intenso Agora                       |
| 5         | Redemoinho                             |
| 3         | Comeback: Um Matador Nunca se Aposenta |
| 3         | Entre Irmãs                            |
| 3         | Malasartes e o Duelo com a Morte       |
| 3         | Vazante                                |
| 2         | Gabriel e a Montanha                   |
| 2         | Mulher do Pai                          |
| 2         | Soundtrack                             |

| Prêmios | Filme                   |
| ------- | ----------------------- |
| 4       | Bingo: O Rei das Manhãs |
| 4       | Como Nossos Pais        |
| 2       | As Duas Irenes          |
| 2       | O Filme da Minha Vida   |